# Tofu
Tofu (豆腐, japanska: tōfu, kinesiska: dòufu eller dòufǔ) är en vegansk ostliknande massa gjord av sojabönor. Tofu används ofta som ersättning för mjölkprodukter i produkter för veganer, mjölkallergiker eller laktosintoleranta. Genom sin neutrala smak kan tofu smaksättas och användas till olika produkter, exempelvis mjölkfri glass, köttsubstitut och vegansk ost.
I Kina har tofu producerats i olika former och med olika smaksättningar sedan omkring år 0. I mitten av 1600-talet blev det vanligt med särskilda tofu-restauranger och tofu-affärer. Tofu fick därefter spridning i världen och i Sverige ökade konsumtionen av tofu i början av 2020-talet.
Tofu kan köpas i olika hårdhetsgrader i mataffärer och är en basvara inom det östasiatiska köket. Japansk tofu säljs oftast i två hårdhetsgrader. Hård tofu kallas bomullstofu (japanska 木綿豆腐, momendōfu) och mjuk tofu kallas silkestofu (japanska 絹漉し豆腐, kinugoshi tōfu).
Tofu är en av flera sojamjölksprodukter som finns i det kinesiska och japanska köket.

## Tofutillverkning
Att göra tofu är delvis som att ysta vanlig ost (därav namnet "bönost"). De blötlagda sojabönorna mals och kokas i vatten några minuter. Då har det bildats rikligt med skum på ytan. Produkten är sojamjölk som koaguleras på ett liknande sätt som komjölksost.
Ett koaguleringsmedel tillsätts och rörs igenom vätskan. Kineserna använder gips (kalciumsulfat) och japanerna nigari (にがり) som är ett extrakt från havsvatten sedan bordssalt (natriumklorid) har framställts. När sojamjölken flockar sig, hälls vätskan tillsammans med ostmassan med slev i en träform klädd med silduk och massan pressas under en vikt. Ytterligare pressning görs på en sluttande träskiva om tofun skall vara hårdare.
Har man inte en fyrkantig form kan även ett rent bomullstyg användas tillsammans med en vanlig sil.
Framställningen är tidskrävande på grund av att stora mängder vatten måste kokas upp för att producera en mindre mängd tofu. I Kina och Japan sköts tofutillverkningen av specialister som motsvarar bagare.
För kinugoshi (絹漉し) som har ett högre vatteninnehåll framställs en tjockare sojamjölk och förvandling till tofu sker i en vanlig behållare utan att vattnet silas av. Kinugoshi (sidentofu) äts på sommarmånaderna eftersom den är svalkande.
En missuppfattning är att tofukonsumtion leder till skogsskövling, förflyttning av ursprungsbefolkningar och förlust av biologisk mångfald. I själva verket har tofu en försumbar inverkan (publicerat 2024).

## Näringsvärde
Näringsvärdet för sojamjölk och tofu liknar komjölk, med ett undantag: om gips har använts som koaguleringsmedel för att producera tofu, vilket är vanligare i Kina, blir kalciuminnehållet högre. I tofu som görs enligt den japanska metoden med nigari, är kalciuminnehållet lägre.

## Okara
Okara (御殻) är en restprodukt från tillverkning av tofu och består av malda sojabönor sedan sojamjölken har extraherats. Den används i japan som djurfoder och kan även användas i vegetariska färser, vid brödbak, och andra rätter.